# 十二夜 (韓國電視劇)
《十二夜》（韓語：열두밤）是韓國Channel A自2018年10月12日放映的金曜連續劇。故事描述一對年輕男女在2010年，2015年和2018年在這八年間的三次旅行中，共度12個晚上的浪漫旅行故事。

## 演員陣容

### 主要人物
| 演員                    | 角色   | 介紹 |
| 韓昇延 （少年：朴書妍） | 韓宥京 | 25～33歲 夢想成為攝影家的紐約來的旅客。 “不懂愛情究竟為何物，所以我的照片不怎麼樣嗎？” 與浪漫相距甚遠的現實主義者。 中學時移民到美國，現在居住在紐約。 夢想着當攝影家。考上攝影系，不知不覺已經畢業了。 有時沒有找到自己期盼的照片，就成為她帶着相機去旅行的動機。 這是我想要的照片，如果誰都不肯定的話，那又有什麼用呢？ 那麼在閒暇、煩悶的時候到現場多拍一張相片， 這不是實利的選擇嗎？ 毫不猶豫地向工作室提交了申請書， 令人惋惜的是，它們紛紛落選。 即使不這樣心裏也不舒服。 兩個月前分手的基泰增添了火力。你的照片只是無趣的畫而已。 彷彿看到了煞費苦心迴避的、不安的真實面對面的心情。 沒有內容的照片。 任何時候一旦心動就去按相機快門。 回想起來，好像是一件很遙遠的事。 她像逃亡似的奔向首爾。 研討會日程中，果斷離開崗位是職業生涯第一次的逸脫。 奇妙的心動和恐懼共存的瞬間，遇到了賢晤 ――來自東京的同齡遊客。 無論什麼事都遊刃有餘的神奇男子。 總是確信會再見的奇怪男子。 彷彿在窺探我內心的古怪遊客。 見到他，怪怪地總用照相機代替手。 |
| 申譞洙 （少年：洪鎮基） | 車賢晤 | 25～33歲 夢想著當舞蹈演員、東京來的旅客。 “相信我，我們會再見的。” 充滿信心的浪漫主義者。 在日本長大的旅日僑胞第三代。 幸好在嚴格的爺爺教導下長大，韓語說得像日語一樣流利。 在父母的期望下，畢業於名門大學，踏實認真地生活了25年。 別人都認爲他是模範生、腼腆的男孩， 其實他只是在內心某處有一份執著。 儘管如此，他還是很和善，看起來像自由靈魂一般的神采。 進入公司已經10天了， 從人生來看，時隔25年後，這份執著就爆發了。 對從小在心中佔有一席之地的舞蹈的渴望！ 那就像命中註定一樣，無可取代。 上班的路上坐上地鐵，卻在關門前逃跑了。踏上了通往機場的路。 在東京飛往仁川的飛機上，心裡怦怦跳。 決定在首爾停留4天，然後在首爾見到了宥京。 一眼就認出了正在拍照的是來自紐約的同齡遊客。 我們是彼此的命運。 |

### 北村人物
| 演員   | 角色   | 介紹 |
| 張鉉誠 | 李百萬 | 40～48歲 首爾市內韓屋客棧「邂逅」的主人。 看起來既沒病沒災，什麼事也不擔心的老光棍。 覺得一個人吃喝玩樂才是樂趣，是人生的全部。 每天都要接待遊客。 看似對世界漠不關心，但卻是內心溫暖的男人。 這一點也是日後遊客不斷的祕業利器。 在遙遠的記憶中被遺忘的初戀紅珠的兒子， 回想起來她偶爾會說我是爸爸， 是真的嗎？彷彿那天晚上的事隱隱約約浮現在腦海裏， 但若不是那樣的話…… 與令人傷腦筋的小傢伙同住，越久越覺得放心不下。 |
| 芮秀貞 | 李利   | 任何時候始終如一 經營著北村的小照相館， 句句都散發着神祕氣氛的奇妙人物。 維持入不敷出的沖印室是對攝影的依戀之心。 也許是因爲攝影這共同嗜好的緣故，對宥京更感興趣。 是連接賢晤和宥京的烏鵲橋，兩人敞開心胸的關鍵。 |
| 俞俊洪 | 潘九月 | 30～38歲 韓屋客棧「邂逅」的總務、工作人員、清潔工、雜工。 除了社長以外，負責所有職務的全能選手！俗稱潘室長。 他相信總有一天自己寫的小說會更上層樓。 特別關心有苦衷的遊客。 雖然每件事都與百萬發生衝突， 但對任何人都自稱是百萬的右臂。 |
| 黃載沅 | 尹燦   | 12歲 某一天出現在百萬面前，陷入困境的少年。明朗純真和堅強。 立刻到首爾市中心尋找自己爸爸的行動派。 乍一看，在言語和行動中，不知不覺間感到淡淡的哀傷。 |
| 金道烷 | 尹燦   | 17～21歲 炎熱的夏天，正在經歷極度青春期的少年。 過去純真的模樣消失了。 向百萬無故反抗製造事端的反覆闖禍精。 |

### 有情周邊人物
| 演員                    | 角色   | 介紹 |
| 李藝恩 （少年：李詠恩） | 姜彩媛 | 25～33歲 宥京最要好的朋友，曾夢想成為詩人的文學少女。 但是, 她必須正視自己貧窮的處境和現實。 在電視台擔任作家, 延續着對文章的熱愛。 雖然自稱是有情戀愛教練的彩媛, 真正的戀愛也是苦難的延續。                |
| 金範秦                  | 權基泰 | 29～34歲 既是宥京的攝影系前輩也是愛人。 從未放棄過任何事情, 對待愛情的態度也是一樣。 以自己想要的方式掌握在手中。 他認爲能了解宥京唯一的存在就是自己。 但是有一天, 他感受到了漸漸遠離自己的宥京的微妙情感。 |
| 李珠英                  | 蘇菲亞 | 45歲 許多經紀人都希望得到的出色攝影師。 是宥京在社會上遇到的第一位老師。 收到委託後, 爲了拍攝某人的照片, 她疲累地來到了首爾。 雖然對宥京的想法與衆不同, 但更加冷靜和冷淡。                                  |
| 李芝荷                  |        | 宥京的媽媽 |

### 賢吾周邊人物
| 演員           | 角色   | 介紹 |
| 李宣泰         | 李圭真 | 30歲 賢晤的舞蹈團同事，正在德國活動。 由於同是韓國人的共同點，與賢晤格外特別。 面對前途，現在的想法很複雜。                                                                 |
| Bret Lindquist | 湯瑪斯 | 25歲 韓裔德國人，賢晤的舞蹈團同事。 是那種一旦被刺激就會爆發感情正好逗樂的類型。                                                                                            |
| 韓智恩         | 朴善珠 | 25～33歲 賢晤過去的戀人，同時也是優秀的同道中人。 目前居住在首爾。 雖然認為已經整理了對賢晤的心意， 但每次見面時總是會感到心痛。 想利用對舞蹈的渴望或同情，把賢晤留在身邊。 |

### 其他人物
| 演員        | 角色   | 介紹 |
| 李健雨      | 姜殷杓 | 21歲 表現笨拙的釜山男子。 入伍在即，突然來到了首爾。 雖然對朋友民秀的戀人雅凜懷有特殊的感情，但無法表露。 友情和愛情都值得珍惜的穩重正直的青年。                                        |
| 車秀妍      | 尹紅珠 | 39～47歲 百萬的初戀也是燦的媽媽。 雖然與百萬熱烈相愛，但沒能克服家庭的反對，最終選擇了結婚。 唯一知道燦的出生祕密的人。                                                                 |
| 成昌勳      | 金在旭 | 45歲 尹紅珠的丈夫。 數一數二的法律事務所律師。 儘管不喜歡行動隨心所欲的紅珠和燦，但也無法容許無謂的變化。 爲了維持已經組建的家庭，動用一切手段壓迫百萬。                                |
| 黃素熙      | 朴世晶 | 32歲 九月的前輩及前女友。 她是曾以短篇小說登上文壇的作家志願生。 爲了乘坐西伯利亞橫貫列車而整理行李的某一天，忽然去找九月。                                                             |
| Felipe Arca | Pierre | 27歲 來到首爾的法國遊客。 與彩媛短暫熱戀之後毫不留戀地離開了。 |
| 金伊敬      | 朱雅凜 | 21歲 對感情表達很直率，很會哭也很會笑。 爲了尋找失去聯絡的殷杓，她來到了首爾。 男朋友民秀總是說些奇怪的話。 殷杓愛睡懶覺，如果見到殷杓，我打算先教訓他一頓。 為什麼不跟我聯絡就消失了。 |
| 金英俊      | 江碩   | 39歲 等待旅行中遇到緣分的男人。 就像宥京和賢晤的另一座烏鵲橋一樣的出現了。 |
| 韓多率      | 千多英 | 17歲 沒能克服與媽媽的矛盾，毅然離家出走。 追隨燦來到「邂逅」。 雖然有點執著，卻相當成熟幹練，對燦非常有好感。                                                                           |
| 徐恩佑      | 文惠蘭 | 明宇藝術團理事。介紹賢晤進入明宇藝術團，但被其他團員批評為靠關係的空降部隊。與賢晤有婚約。                                                                                              |
| 朴英樹      |        | 百萬的朋友，醫事檢驗員。百萬託他作親子鑑定。 |

### 2010年相關人物
| 演員   | 角色       | 介紹 |
| 朴八英 | 車爺爺     | 賢晤的爺爺。對孫子期望很高，對他喜愛舞蹈很不諒解。 |
| 宋慶華 | 賢晤的家人 | 賢晤的爺爺生氣時在一旁勸慰的家人。 |
| 尹禮珍 | 宥京的同學 | 參加曼哈頓藝術大學攝影系畢業研討會，與宥京及權基泰同團要飛往尼泊爾的學員。在紐約飛往仁川轉機的飛機上，坐在宥京鄰座，以為宥京與權基泰已分手，問她：「現在我可以占有他了嗎？」的女子。 |
| 姜惠京 | 入境處職員 | 仁川機場入境處女職員，詢問宥京到韓國的目的。 |
| 鄭英道 | 入境處職員 | 仁川機場入境處男職員，詢問賢晤到韓國的目的。 |
| 禹基勳 | 孔民秀     | 朱雅凜的男朋友。 |
| 朴顯宗 | 尹有彬     | 在公園裡帶著吉他自彈自唱的學生。應賢晤的要求為他演奏一曲。 |
| 李祥民 | 劇場職工   | 宥京和賢晤一起去看現代舞團公演，因為遲到被擋在門外，最終因宥京唱作俱佳的央求而特別通融的劇場工作人員。                                                                               |
| 金模範 | 漫畫店員工 | 百萬常帶尹燦去的漫畫出租店之員工。 |
| 成賢美 | 車上大媽   | 在朱雅凜陪同姜殷杓前往兵營報到的車上，同意和朱雅凜交換座位的大媽。 |

### 2015年相關人物
| 演員   | 角色       | 介紹 |
| 秋延圭 | 入境處職員 | 仁川機場入境處男職員，詢問賢晤到韓國的目的。                                                                                                   |
| 閔宇基 | 計程車司機 | 搭載宥京到長壽村城廓路起點去等待和蘇菲亞見面的計程車司機。                                                                                     |
| 林貞玉 | 茶葉店店員 | 賢晤路過一家茶葉茶具店想買茶葉送給朋友，其店內的店員。                                                                                         |
| 高漢民 | 警察       | 受理尹燦鬥毆事件的警察。 |
| 奇俊奎 | 被打的男子 | 他在警局說：看到千多英一人獨自走夜路，「出於善意想要幫助她」，卻被突然衝出的尹燦打得鼻青臉腫……。                                               |
| 張文圭 | 出版社總編 | 出版社總編輯。潘九月將姜彩媛的作品拿到出版社，作品被擱置，兩人前去理論取回，姜彩媛一時激動隨手拿起一個花盆就要砸向總編……隨後兩人都被掃地出門。 |
| 金美蘭 | 汽車修理師 | 宥京和賢晤在參與露營的其他人入睡後相約到海邊，汽車在半路拋錨，結果來的是帥氣又美麗的技師。                                                     |
| 康哲城 | 計程車司機 | 宥京從露營中心搭計程車到星鳥酒店與權基泰會面時的司機。 他也是2010年賢晤在仁川機場搭計程車到首爾時的司機。                                      |
| 鄭載鎮 | 樂器行老闆 | 李百萬弄壞了尹燦的吉他弦，將吉他帶到樂器行換弦。                                                                                               |
| 劉畢蘭 | 崔美玲     | 39歲, 藥師。李百萬朋友介紹的相親對象。 |
| 洪恩珠 | 醫生       | 李利突然身體不適，賢晤將她緊急送往明仁醫院。經診斷為黃熱病。                                                                                   |
| 趙升衍 |            | 出版社職員。電話通知潘九月隔天帶著身份証和存摺影本到公司報到，待遇及工作的其他細節則在上班後詢問店長。                                         |
| 孔民奎 | 病患       | 在醫院的庭園中要求賢晤幫忙拍照要將影像發送給妻子的病患。                                                                                       |
|        | 刑警       | 宥京接到鍾路警局通知，權基泰因暴行事件目前正在警局接受調查，因與被害者和解有實質上的困難，因此通知保護者盡快出面解決。                         |
|        | 被害者     | 根據他的描述：突然被權基泰找麻煩，及被暴力毆打。                                                                                               |

### 2018年相關人物
| 演員            | 角色       | 介紹                                                                                               |
| 李水晶          |            | 女空服員。                                                                                         |
| 鄭世賢          |            | 女空服員。                                                                                         |
| 文浩鎮          |            | 仁川機場便利商店店長、千多英的舅舅。                                                               |
| 李泰鎮          | 崔慶宇     | 賢晤的主治醫師。                                                                                   |
| 李允尚          | 文代表     | 明宇藝術團代表，文惠蘭的父親。                                                                     |
| 韓汝蔚          |            | 北村酒吧服務人員。                                                                                 |
| 金善惠          | 智善       | 宥京的姨母。                                                                                       |
| 孫榮順          |            | 宥京的外婆。                                                                                       |
| 朴正民          | 街頭藝人   | 以吉他自彈自唱的街頭藝人。宥京與媽媽、文惠蘭與賢晤參加首爾市觀光旅遊團，其中的一站看到藝人的表演。 |
| 李元晉          | 導遊       | 首爾市觀光旅遊團導遊。                                                                             |
| 李振榮          | 洗衣店主人 | 尹紅珠親手織給尹燦的毛衣被尹燦的朋友弄髒了，送去乾洗。                                             |
| 金珠雅          | 李秘書     | 明宇藝術團文惠蘭的秘書。文惠蘭授意她調查韓宥京和車賢晤的關係及兩人的動向。                         |
| 朱炳夏          |            | 尹燦的的朋友，用吃炸雞的手把尹燦的毛衣弄髒的人。                                                   |
| 全俊英          |            | 明宇藝術團的舞者，質疑賢晤為何放棄站上舞台而轉任為編舞者。                                         |
| 張海松          |            | 文惠蘭的醫生朋友。文惠蘭向他打聽車賢晤的就醫診療狀況。                                             |
|  |            | 首爾火車站服務台人員。                                                                             |
| 李率            |            | 宥京外婆的主治醫生。                                                                               |
| 權五洙          |            | 開往正東津的火車車長。                                                                             |
| 江正久          |            | 火車上的驗票人員。                                                                                 |
| 吳承熙          |            | 遊樂場週邊便利商店店員。                                                                           |
| 朱浩修          |            | 民宿新主人。                                                                                       |

## 收視率
| 集數       | 播出日期   | AGB全國收視率 |
| ---------- | ---------- | ------------- |
| 1          | 2018/10/12 | 0.592%        |
| 2          | 2018/10/19 | 0.608%        |
| 3          | 2018/10/26 | 0.259%        |
| 4          | 2018/11/02 | 0.212%        |
| 5          | 2018/11/09 | 0.289%        |
| 6          | 2018/11/16 | 0.216%        |
| 7          | 2018/11/23 | 0.439%        |
| 8          | 2018/11/30 | 0.441%        |
| 9          | 2018/12/07 | 0.261%        |
| 10         | 2018/12/14 | 0.395%        |
| 11         | 2018/12/21 | 0.246%        |
| 12         | 2018/12/28 | 0.278%        |
| 平均收視率 | 平均收視率 | 0.353%        |

- 收視最低的集數以藍色表示，收視最高的集數以紅色表示，而空格則表示該集的收視沒有相關數據。

## 同期競爭作品
- JTBC 金土連續劇：《第3種魅力》、《Sky Castle》
- tvN金曜連續劇：《Big Forest》、《頂級巨星柳白》

## 外部連結
- 韓國Channel A官方網站（页面存档备份，存于）
- 十二夜的Instagram帳戶

| Channel A 金曜劇 | Channel A 金曜劇                   | Channel A 金曜劇 |
| ---------------- | ---------------------------------- | ---------------- |
|                  | 十二夜 （2018.10.12 - 2018.12.28） |                  |
| （新增時段）     | —                                  |                  |